# Apple Arcade
Apple Arcade — це сервіс підписки на відеоігри від компанії Apple Inc. Він доступний у спеціальній вкладці App Store на пристроях під управлінням iOS 13, tvOS 13, iPadOS 13 та macOS Catalina або новішої версії. Сервіс запущено 19 вересня 2019 року.
Вона пропонує безперервний, ненав'язливий досвід, виключаючи практики, які зазвичай асоціюються з популярними, переважно умовно-безкоштовними, мобільними іграми, такі як покупки в додатку та реклама.

## Функції
Усі ігри, доступні на сервісі, не містять реклами, покупок у додатку, процесів відстеження даних і постійно ввімкненого DRM, тобто в них можна грати офлайн і без переривань. Передплатники можуть ділитися доступом з п'ятьма іншими користувачами за допомогою сімейного доступу, а послугу також можна придбати в пакеті Apple One. Як окремі підписки, так і пакет Apple One передбачають безкоштовну місячну пробну версію, яку можна скасувати в будь-який час.
Ігри на сервісі мають інтеграцію з Game Center та iCloud, що дозволяє іграм реалізовувати соціальні функції, такі як досягнення та таблиці лідерів, а також переносити дані між пристроями, якщо вони прив'язані до одного облікового запису iCloud. Окрім власної продукції Apple, багато ігор сумісні з контролерами сторонніх виробників, такими як DualShock 4, DualSense і Xbox Wireless Controller, а з виходом iOS 16 з'явилася підтримка Joy-Con і Nintendo Switch Pro Controller. Крім того, контролери, створені за зразком класичних геймпадів Nintendo і Sega для використання з Nintendo Switch Online, також підтримуються в iOS 16.

## Історія
Apple Arcade було анонсовано в березні 2019 року на заході Apple, де були представлені різні майбутні сервіси компанії. У вересні 2019 року вона була запущена з 71 грою, і Apple заявила, що до 2020 року їхня кількість зросте до понад 100. Додатки підтримують щонайменше 14 мов і доступні у понад 150 країнах світу. Серед перших ігор — Sneaky Sasquatch, What the Golf, Sayonara Wild Hearts, Rayman Mini, Exit the Gungeon і Lego Brawls.
Серед відомих видавців і розробників, які співпрацюють з Apple у створенні аркадних ігор, — Capcom, Sega, Bandai Namco Entertainment, Konami та Annapurna Interactive. Розробники не можуть випускати свої ігри Apple Arcade на інших мобільних платформах через ексклюзивні угоди, але можуть випускати свої ігри на консолях або ПК. Apple не ділиться з розробниками показниками ефективності гри, повідомляючи лише про те, чи була гра прийнята на платформу Apple Arcade.
На платформі є кілька категорій, які об'єднують схожі ігри на основі їхнього задуму, жанру, рівня складності тощо. Деякі категорії включають «пригоди», «головоломки» та «освіта». Існує також категорія «щоденні ігрові пропозиції», яка пропонує кураторську добірку ігор на основі історії завантажень та ігрового процесу користувача.
У червні 2020 року агентство Bloomberg повідомило, що Apple розірвала контракт з деякими майбутніми іграми для Arcade і змінила свою стратегію на пошук ігор із сильнішим залученням, щоб утримати передплатників. Також зазначалося, що Apple запросила колишніх партнерів Arcade повернутися і розробити ігри, які б відповідали новій стратегії Apple.
2 квітня 2021 року компанія Apple несподівано випустила низку нових ігор і оголосила, що додасть до сервісу «Вічну класику» та «Хіти App Store». Це версії популярних ігор, які вже були доступні в App Store, але з яких було видалено внутрішні покупки та рекламу, що позначається знаком «+» у кінці назви програми. Серед відомих ігор, доданих до сервісу, — Fruit Ninja Classic+, Monument Valley+ та Threes!+. На відміну від ігор, розроблених ексклюзивно для Apple Arcade, ці ігри доступні лише для пристроїв iOS та iPadOS.
31 травня 2022 року творець класичного шутера жанру «Shoot 'em up» Space Harrier Ю Сузукі анонсував оригінальний аркадний шутер Air Twister, створену ексклюзивно для Apple Arcade. У вересні 2022 року ексклюзивно на платформу вийшла Horizon Chase 2, продовження відзначеної нагородами ретро-гоночної гри Horizon Chase.

## Дохід
У 2018 році преміум-ігри в App Store принесли 476 мільйонів доларів США, тоді як доходи від умовно-безкоштовних ігор склали 21,3 мільярда доларів США. Крім того, кількість преміум-додатків, доступних в App Store, зменшилася з 21,6 % від загальної кількості ігор в App Store у 2014 році до 9,3 % у 2018 році. Деякі аналітики стверджують, що це сприяло розробці та заснуванню Apple Arcade з економічної точки зору, оскільки споживачі будуть більш зацікавлені сплачувати передплату за доступ до низки преміум-додатків, а не купувати окремі преміум-ігри. Інші стверджують, що Apple Arcade є ще одним джерелом доходу для Apple і дозволяє їй конкурувати з іншими сервісами підписки на відеоігри, такими як Google Play Pass і Xbox Game Pass.
Apple витратила 500 мільйонів доларів на запуск Apple Arcade. Apple платить розробникам додатків аванс за створення відеоігор для платформи і контактує з деякими розробниками в процесі розробки.